# 中国人民解放军海军岸防兵
中国人民解放军海军岸防兵是人民海军的一个兵种，包括海岸炮兵部队、岸舰导弹部队、高射炮兵部队、地空导弹部队，遂行海岸防御作战，抗击敌方对海军基地、机场、港口、锚地和重要海岸的袭击，扼守海峡、水道、航线，掩护近岸海上交通线和己方舰船，支援岛岸和要地守备作战、国土防空。

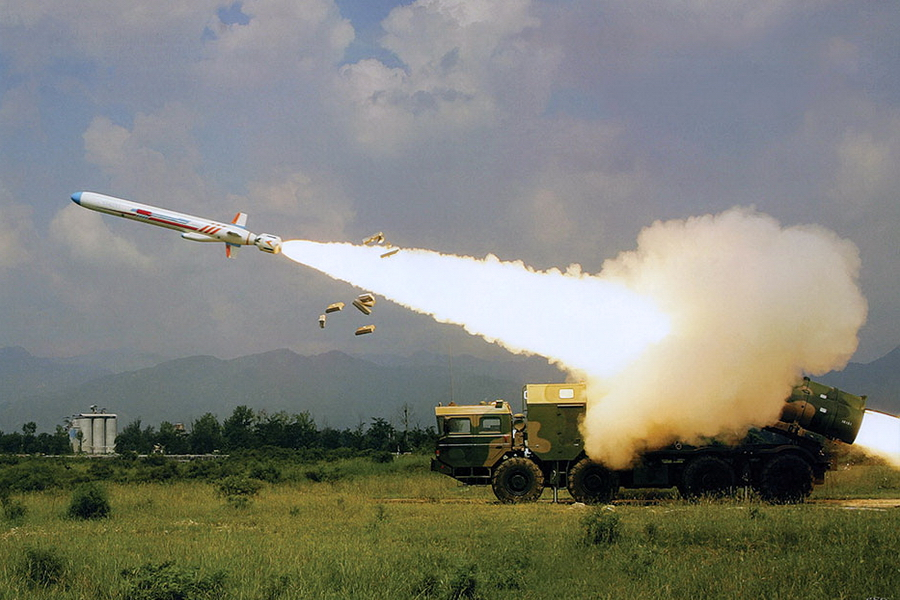
鹰击-62A岸艦飛彈

## 历史
1950年6月26日朝鲜战争爆发，美国宣布第七舰队进驻台湾海峡，封锁中国海岸。1950年7月，中央军委下达组建海岸炮兵学校的命令。东北军区炮六师从沈阳南下青岛卧牛山德国兵营，与四野后勤二分部四大站298人和西南军区特纵炮兵十团1000多人、来自海军的连排干部、国民党海军16名投降人员，于1950年8月24日组建了海军海岸炮兵学校。炮六师师长王效明任校长，共有助教98人。1950年10月21日12个建制连的258名结业学员在青岛团岛组建了第一个海岸炮兵营。装备130毫米岸炮。1951年5月4日第一期学员毕业。
1954年至1955年参加争夺浙东海面制海权与一江山岛战役，2个130毫米岸炮连摧毁敌17个目标。
1955年接收了苏军在旅大地区的全部岸炮群。
1958年12月24日从苏联引进第一个飞航式岸舰导弹营装备，即542飞航式岸舰导弹。1959年4月组建第一支岸导部队。1963年成立第一个岸对舰导弹大队。1967年成立第一个国产岸对舰导弹营。
1958年准备炮击金门作战，从旅顺调来一个铁道炮兵团，海军炮校2个连南下参战。岸炮150连进驻福建的围头。1958年8月23号炮击金门当天，岸炮阵地被敌炮弹击中了后面堆放的药包，岸炮方向瞄准手安业民转动火炮180度，用防盾挡住火焰，但安业民后背被严重烧伤，全身烧伤面积达百分之七十，仍坚持战斗直至炮战结束。17天后于1958年9月9日牺牲。弥留之际，安业民申请入党，表示“在伤好后重返前线，狠狠地打击敌人”。海军党委追认他为中国共产党党员，追记一等功。生前所在岸炮连队建有安业民烈士纪念室。1969年辽宁省革委会做出决定，安业民家乡更名为业民人民公社，四寨子生产大队改名为业民生产大队。现为开原县业民镇业民村。晋江市金井镇围头村建有安业民烈士纪念碑；纪念碑前是安业民烈士生平事迹纪念长廊，碑刻朱德元帅1958年的题词：“共产主义战士安业民永垂不朽”；在纪念碑的斜对面，是安业民战斗过的炮位，上有“钢铁阵地”四个大字。安业民烈士纪念碑及其事迹纪念长廊是晋江市青少年爱国主义教育基地。辽宁省开原市业民镇建有安业民烈士纪念馆，1999年建馆；2014年由辽宁省民政厅投资140万元人民币重建新馆，2016年10月24日重新开馆。晋江市金井镇围头半岛上由南京军区命名的“海防模范连”营区内有安业民烈士陵园。
1958年8月2日，金门炮战第二天，围头的两个岸炮连炮击金门岛料罗湾的十余艘舰船，击伤坦克登陆舰中海号和运输船台生轮，随即海军6艘鱼雷快艇击沉台生轮，重创中海号。9月8日，围头的两个岸炮连炮击有美国5艘军舰护航的中型登陆舰“美乐”号和“美珍”号，“美乐”号被炸成两段沉没，“美珍”号被击伤撤台。
1961年7月在北戴河召开国防工业会议确定了“缩短战线，任务排队，确保重点”的方针。中央军委决定停止仿制性能不佳的542岸舰导弹，集中力量仿制544舰舰导弹。
1979年10月26日，海军组建第一个地空导弹营。

## 历任领导
- 海军岸防兵部部长王效明
- 海军岸防部部长苏国栋[5]
- 海军司令部炮兵部部长侯国杰[5]
- 海军岸防兵部副部长：孙亮平（1950-1955）

## 文化
《海岸炮兵之歌》沈亚威词曲 
　
海岸炮兵勇敢坚定

日夜监视着敌人的动静

祖国把海岸交给我们

海岸就是我们的共同生命
　
嗨嗨！我们的心像浪花一样的翻腾

嗨嗨！我们的眼在浓雾中也能看清

为了祖国，奋勇战斗，要迫使敌人在我们的面前下沉

一望无际的滔滔海洋

海水在我们的炮下翻滚

纵使敌人狡猾万分

休想从我们的炮下逃命

嗨嗨！我们的心像浪花一样的欢腾

嗨嗨！我们的眼在浓雾中也能看清

为了祖国，奋勇战斗，要迫使敌人在我们的面前下沉

射击准确，动作迅速，我们的战士无比勇猛。

钢铁的巨流，划过长空，把那敌人打得胆战心惊。
　　
嗨嗨！我们的心像浪花一样的欢腾

嗨嗨！我们的眼在浓雾中也能看清

为了祖国，奋勇战斗，要迫使敌人在我们的面前下沉

我们光荣我们年青

不断学习那新的本领

水兵步兵和我们相邻
 
在战斗中我们团结前进

嗨嗨！我们的心像浪花一样的欢腾

嗨嗨！我们的眼在浓雾中也能看清

为了祖国，奋勇战斗，要迫使敌人在我们的面前下沉